# 馬自達RX500

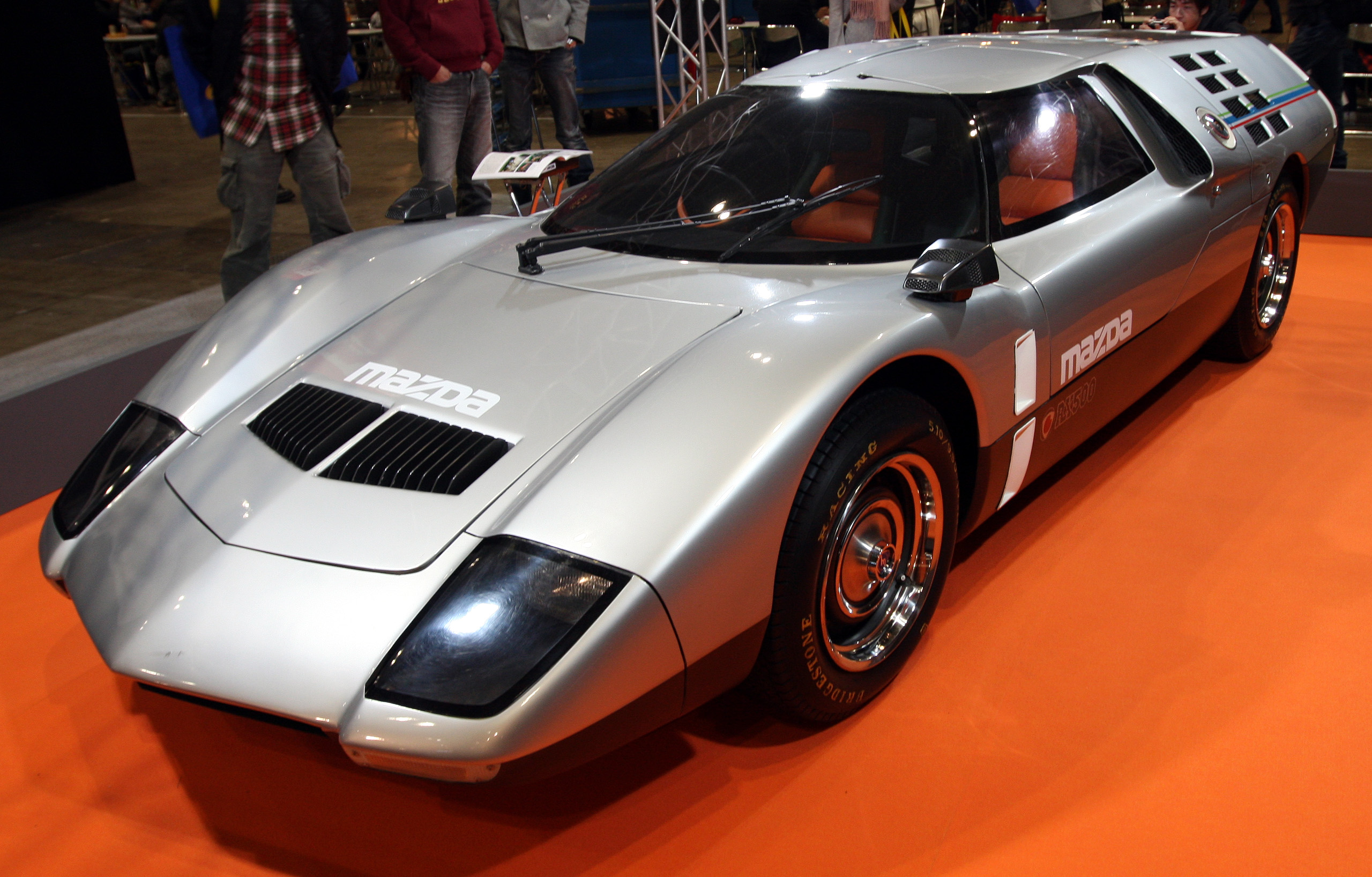
馬自達RX500

馬自達RX500（日语：マツダ・RX500）是一款由日本馬自達公司開發的概念車。

## 概要
該款車首次在世人面前亮相是在1970年的東京車展，卅八年後這部概念車被修復好並保存在日本廣島市運輸博物館裡，翌年也就是2009年特別從該博物館商借至東京車展再展出一次。
RX500搭載491c.c. X 2 10A型轉子引擎，最大馬力為247hp，最高極速可達240km/hr。前車門為鍘刀式車門，後車門則為鷗翼式車門。其車身以輕量化塑膠打造而成，車重僅有850kg。

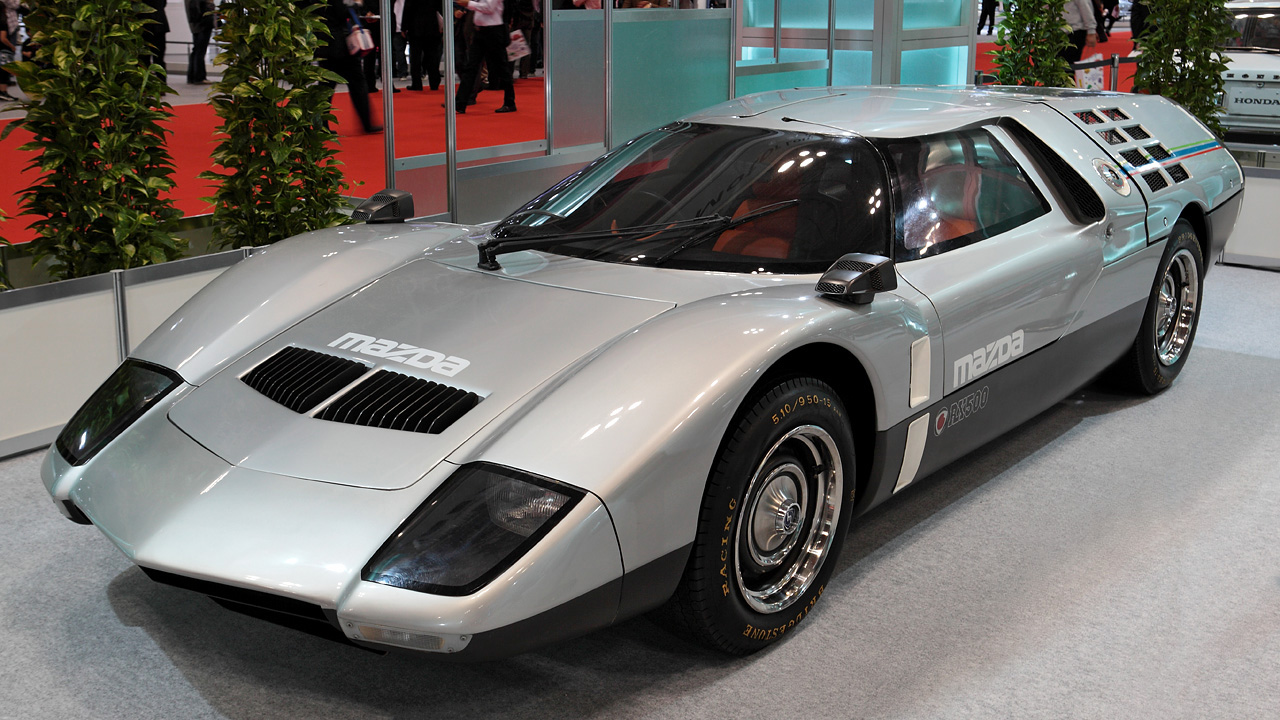
車頭
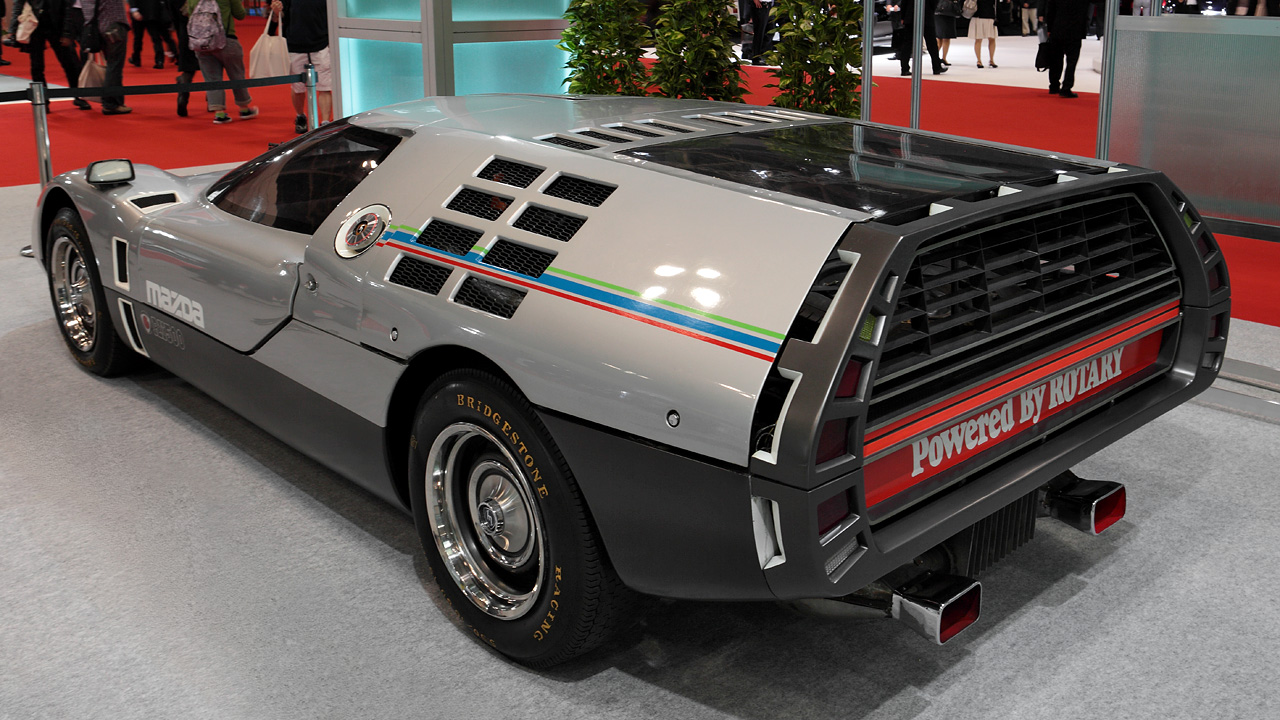
車尾
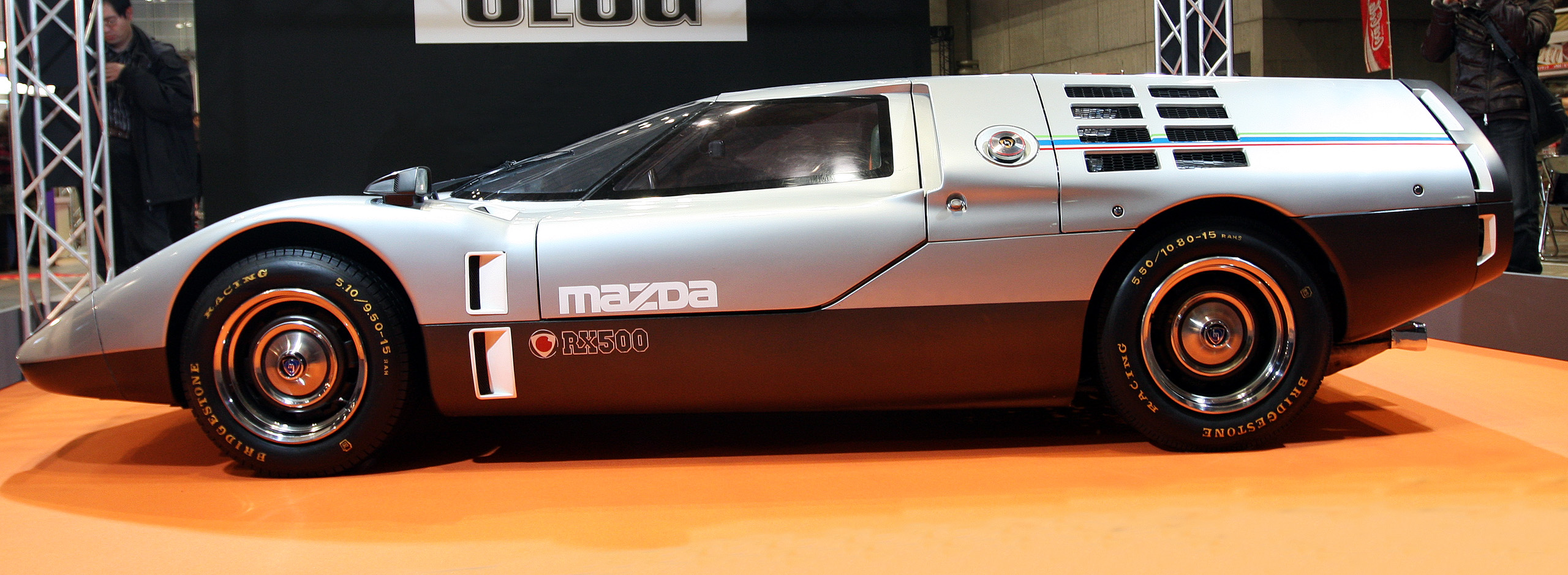
車側
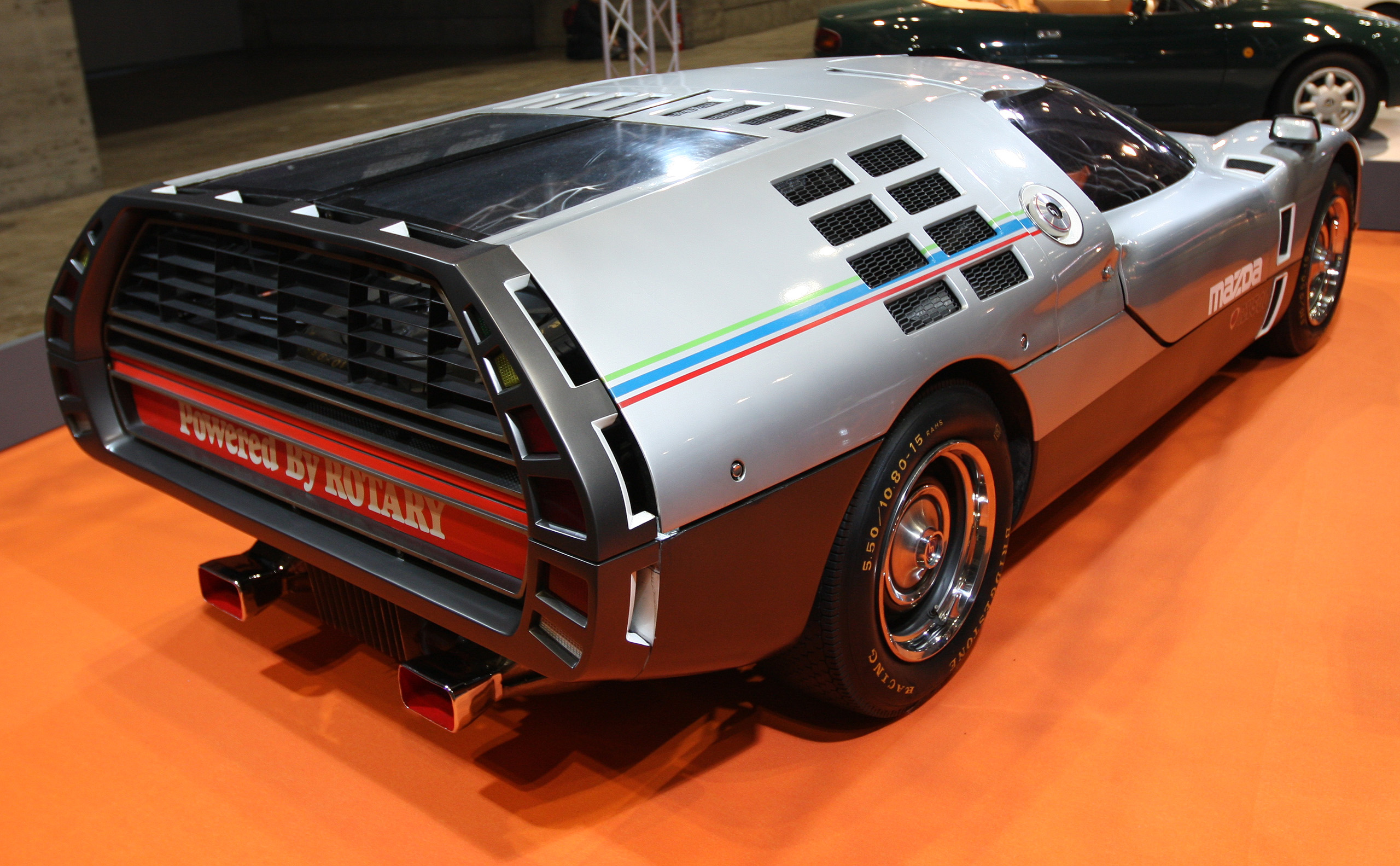
車尾
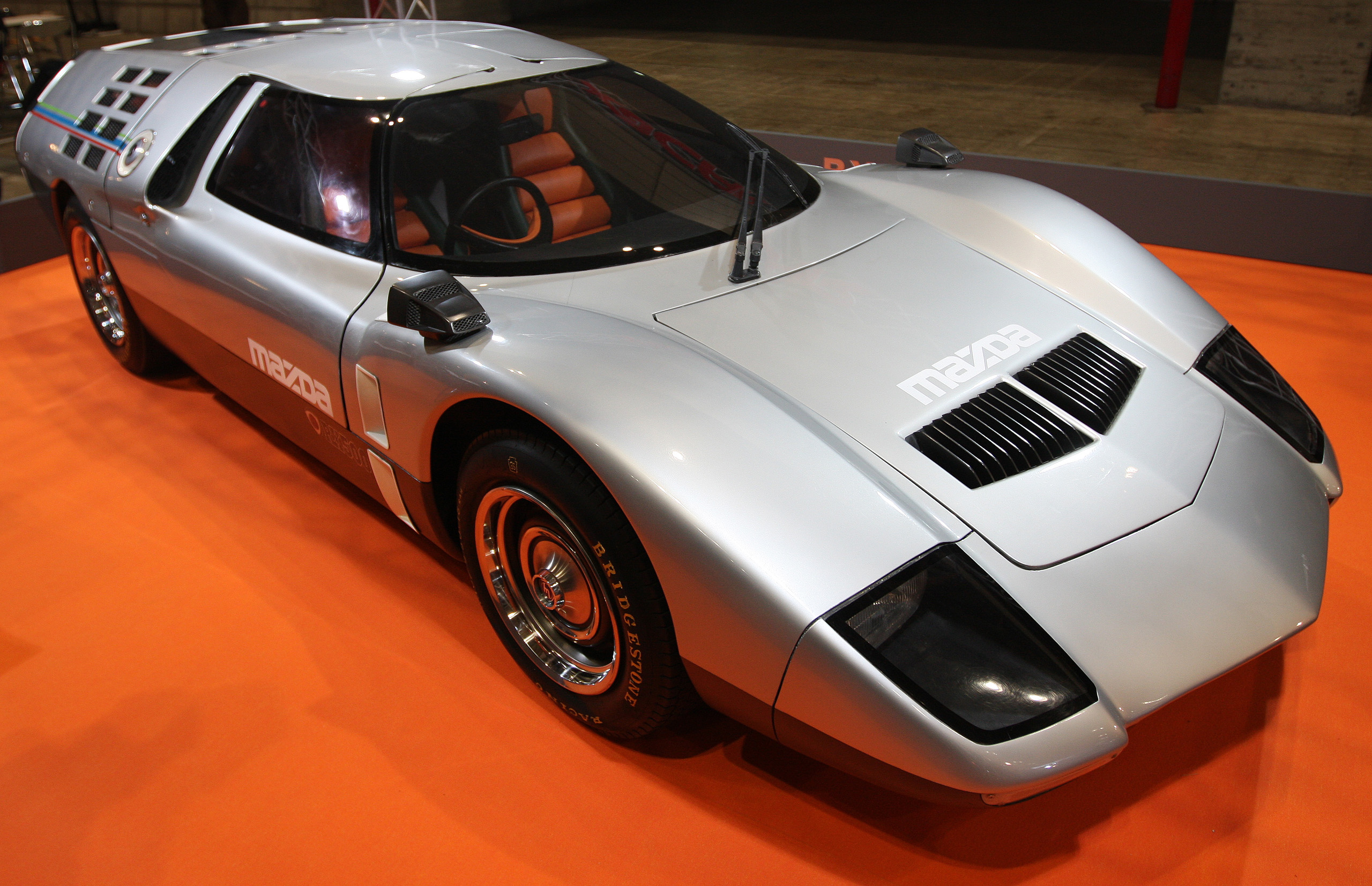
車頭
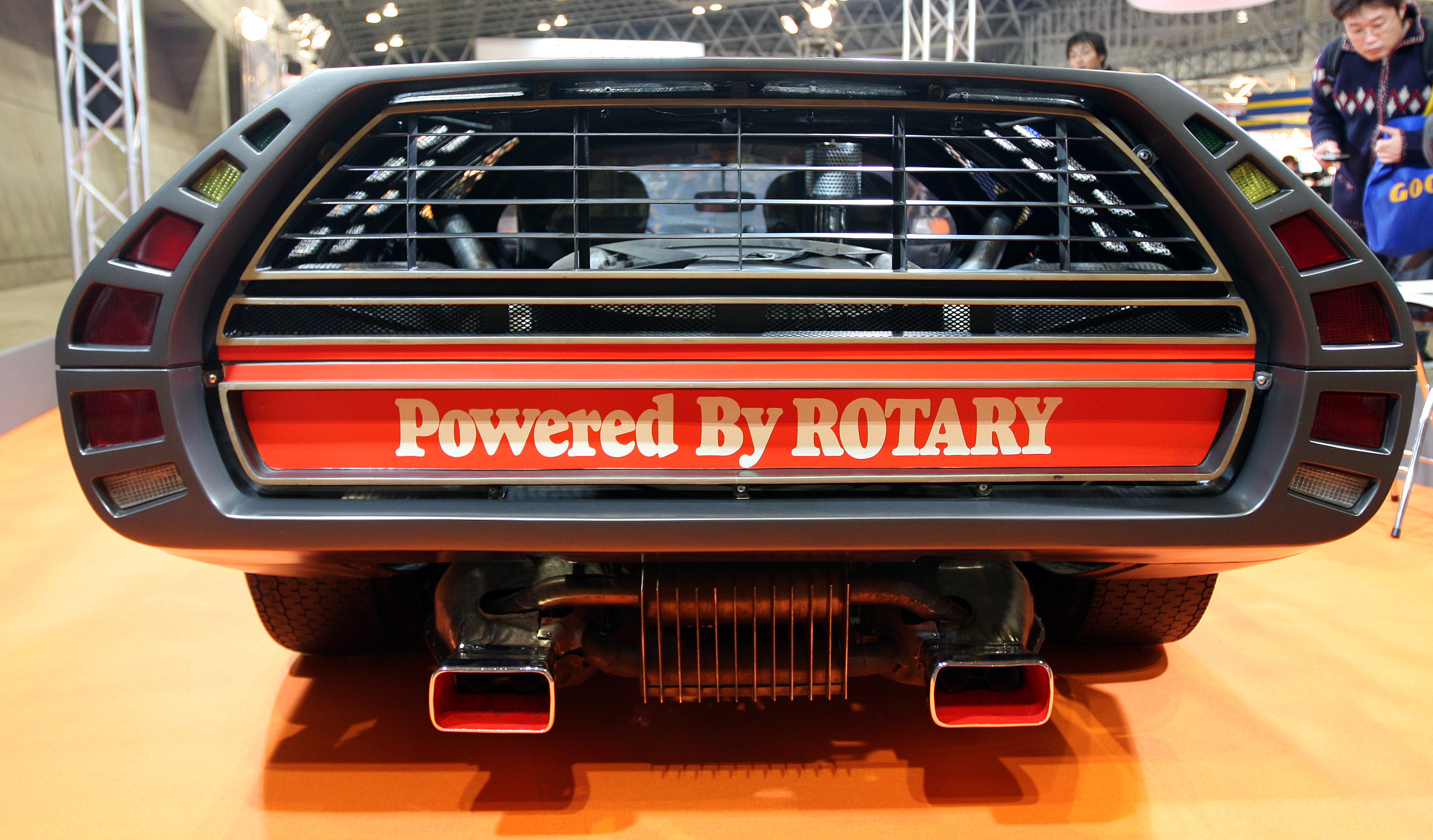
Powered By ROTARY字樣

## 外部連結
- 《autoblog》：2009東京車展Mazda RX500高齡概念車